# Safety

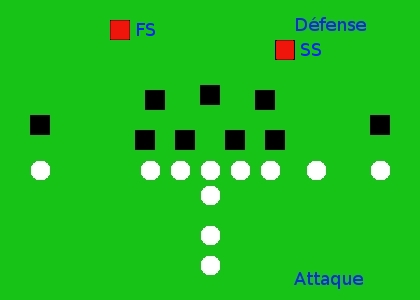
Os safeties na formação 4-3 da defesa.

Safety (S) é uma posição do futebol americano dos Estados Unidos e do Canadá que joga na defesa. Os safeties são defensive backs que se alinham a 10 ou 15 jardas atrás da linha de scrimmage. Há duas variações dessa posição, o free safety (FS) e o strong safety (SS). O dever de cada um em campo varia com o esquema defensivo de cada jogada. A responsabilidade do safety na defesa e a do cornerback normalmente envolve cobrir os passes em profundidade e fazer tackles.
Safeties são a última linha de defesa, e é esperado que eles não errem nos tackles. De fato, os safeties são conhecidos por serem os grandes hitters dos times. Como no passar dos anos, tanto no futebol americano profissional da NFL e no futebol universitário da NCAA, o jogo aéreo dos times tem se tornado a peça fundamental do ataque, os safeties se tornaram mais importantes na cobertura de passes.

## Strong safety
O strong safety tem a responsabilidade considerável de defender seu lado do campo. O strong safety tende a ser um pouco maior e mais forte que o free safety. Contudo, a palavra strong (pt: Forte) é usada porque ele tem que defender o "strong side" (lado forte) do ataque adversário, o lado onde o tight end se posiciona. O strong safety tende a se posicionar mais próximo da linha para ajudar em caso de corrida. Ele também pode ser responsável por cobrir alguns jogadores do backfield em situações de passe ou de motion (que é quando o jogador se movimenta pela linha de scrimmage antes da jogada), como o running back ou o fullback ou o h-back. Um strong safety tem os deveres de um linebacker e de um defensive back, onde ele trabalha tanto na cobertura de passes quanto em parar a corrida.

## Free safety
O free safety tende a ser um pouco menor e um pouco mais rápido que o strong safety. Sua tarefa em campo exige que ele fique um pouco recuado para defender o passe. E nessas mesmas situações de passe, o free safety deve chegar fechando nos recebedores para fazer o tackle assim que a bola chegar neles. Os ataques tendem a usar o play action especialmente para forçar o free safety a dar um passo a frente, atraindo ele para a linha de scrimmage pensando que é uma jogada de corrida, e então isso acaba reduzindo sua eficiencia para fechar na jogada. Se o ataque põe um recebedor extra no ataque, o chamado slot-receiver, então o free safety poder ser chamado para marcar este recebedor. Os Free safeties ocasionalmente vão para a blitz também. Quando isso acontece, a pressão é muito grande pois a blitz de um defensive back não é muito esperado pelos atacantes. Free safeties, por causa de sua velocidade e habilidades na cobertura de passes, são conhecidos por fazer muitas interceptações.